# Трестияны
Трестияны (рум. Trestieni, Трестьень) — село в Бричанском районе Молдавии. Наряду с селом Коликауцы входит в состав коммуны Коликауцы.

## География
Село расположено на высоте 232 метров над уровнем моря.
Площадь села — 0,79 кв. Периметр села — 4,91 км.

## Население
По данным переписи населения 2004 года, в селе Трестьень проживает 522 человека (255 мужчин, 267 женщин).
Этнический состав села:
| Национальность | Число жителей | Процентный состав |
| -------------- | ------------- | ----------------- |
| украинцы       | 305           | 58.43             |
| молдаване      | 198           | 37.93             |
| русские        | 17            | 3.26              |
| румыны         | 2             | 0.38              |
| Всего          | 522           | 100%              |